# Schizodentalium plurifissuratum
Schizodentalium plurifissuratum är en blötdjursart som beskrevs av Sowerby 1894. Schizodentalium plurifissuratum ingår i släktet Schizodentalium och familjen Dentaliidae. Inga underarter finns listade i Catalogue of Life.